# Landkreis Altötting

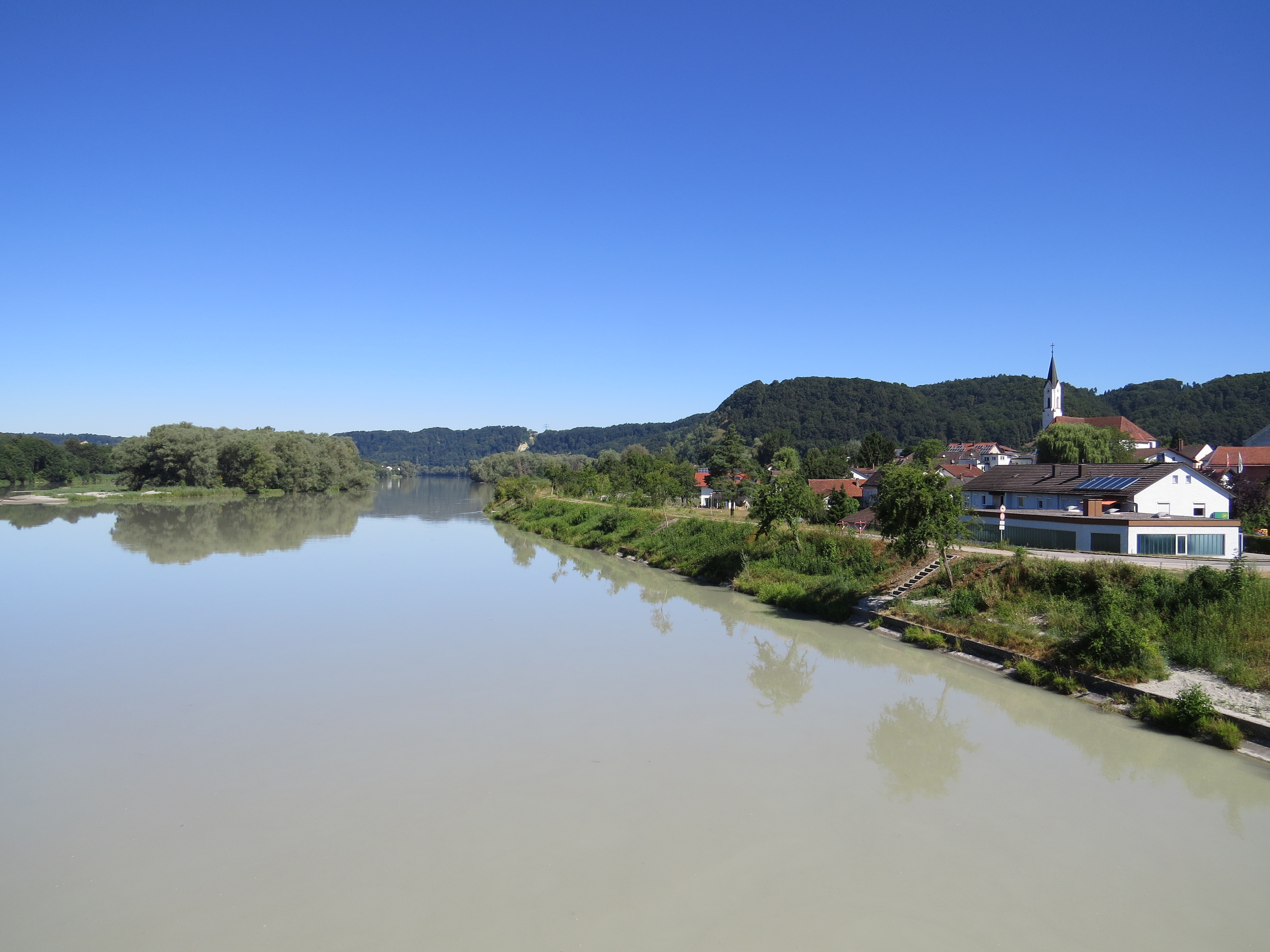
Floden Inn vid Marktl

Landkreis Altötting är ett distrikt (Landkreis) i Oberbayern i Bayern i Tyskland.

## Geografi
Distriktet ligger i den sydöstra delen av förbundslandet. Landkreis Altöttings största stad är Burghausen, som har omkring 18 000 invånare. Distriktet gränser i söder till Landkreis Traunstein, i väster till Landkreis Mühldorf am Inn och i norr till Landkreis Rottal-Inn i Tyskland och i öster till Braunau am Inn (distrikt) i Österrike.